# Gustaf Henrik Mannerheim

Mannerheim iklädd rustning. Avporträtterad av Olof Arenius.

Gustaf Henrik Mannerheim, född 29 september 1695 i Livland, död 26 januari 1777 i Norrköping, var en svensk friherre och militär.

## Biografi
Gustaf Henrik Mannerheim var son till godsförvaltaren Augustin Mannerheim. Han blev student vid Uppsala universitet 1712 och 1715 extraordinarie kanslist vid Riksarkivet. 1716 blev Mannerheim volontär vid  artilleriet och deltog i fälttågen mot Norge 1716 och 1718. Han befordrades 1717 till överfyrverkare och senare samma år regementsadjutant, 1718 till löjtnant. 1734 befordrades Mannerheim till kapten. Under hattarnas ryska krig befordrades han till major och chef för artilleribataljonen på Gotland. Han organiserade allmogen inför en möjlig invasion och lät även på egen bekostnad sätta upp en 400 man stark artilleribataljon på ön. Mannerheim erhöll 1747 överstelöjtnants fullmakt och blev senare samma år överstelöjtnant vid artilleriet i Göteborg. 1750 blev han befordrad till överste och chef för Dalregementet. Under Pommerska kriget stannade Mannerheim kvar i Sverige då regementet 1757 kommenderades till Pommern men i april 1758 beordrades han att följa med en förstärkningstrupp från regementet om 400 man dit. Han begärde dock kort därefter om tjänstledighet för att vårda sin hälsa. Mannerheim vistades endast korta tider vid regementet och befann sig främst i Stralsund där han var medlem i krigshovrätten. 1759 hempermitterades han på grund av svag hälsa och sjuklighet. Mannerheim blev 1762 befordrad till generalmajor i armén och blev i september 1768 chef för Jämtlands regemente. han begärde dock redan i december samma år avsked från militären, och förblev fram till i februari 1769 boendes på regementschefsbostället för Dalregementet i Näsgård, Husby socken.